# Società Poligrafica Salvati
La tipografia Salvati nasce a Foligno nel 1855, con il nome di Società Poligrafica Salvati, per iniziativa di Francesco Salvati.
Nel 1889 assorbe la Tipografia Sgariglia e nel 1891 la tipografia di Giovanni Tomassini da Pesaro, entrambe attive a Foligno ed eredi dell’officina tipografica di Pompeo Campana.
All’inizio del Novecento viene rilevata da un gruppo di imprenditori e intellettuali folignati (tra gli altri Michele Faloci Pulignani e dal 1929 passa nelle mani di Benedetto Pasquini.
Nel 1935 acquisisce la storica tipografia Campitelli.
Nel 1943 viene ceduta alla Ditta F.lli Pozzo; la proprietà si sposta a Torino ma la produzione si mantiene a Foligno. Lo stabilimento folignate, distrutto durante la guerra e ricostruito nel 1944, viene definitivamente chiuso nel 1969.

## Produzione
È specializzata nella fornitura di stampati, periodici e riviste per la pubblica amministrazione. Pubblica numerose edizioni di storia locale.
Dal 1892 dà alle stampe, in concorrenza con Campitelli, una sua edizione dell’almanacco  Barbanera.